# 道路施工

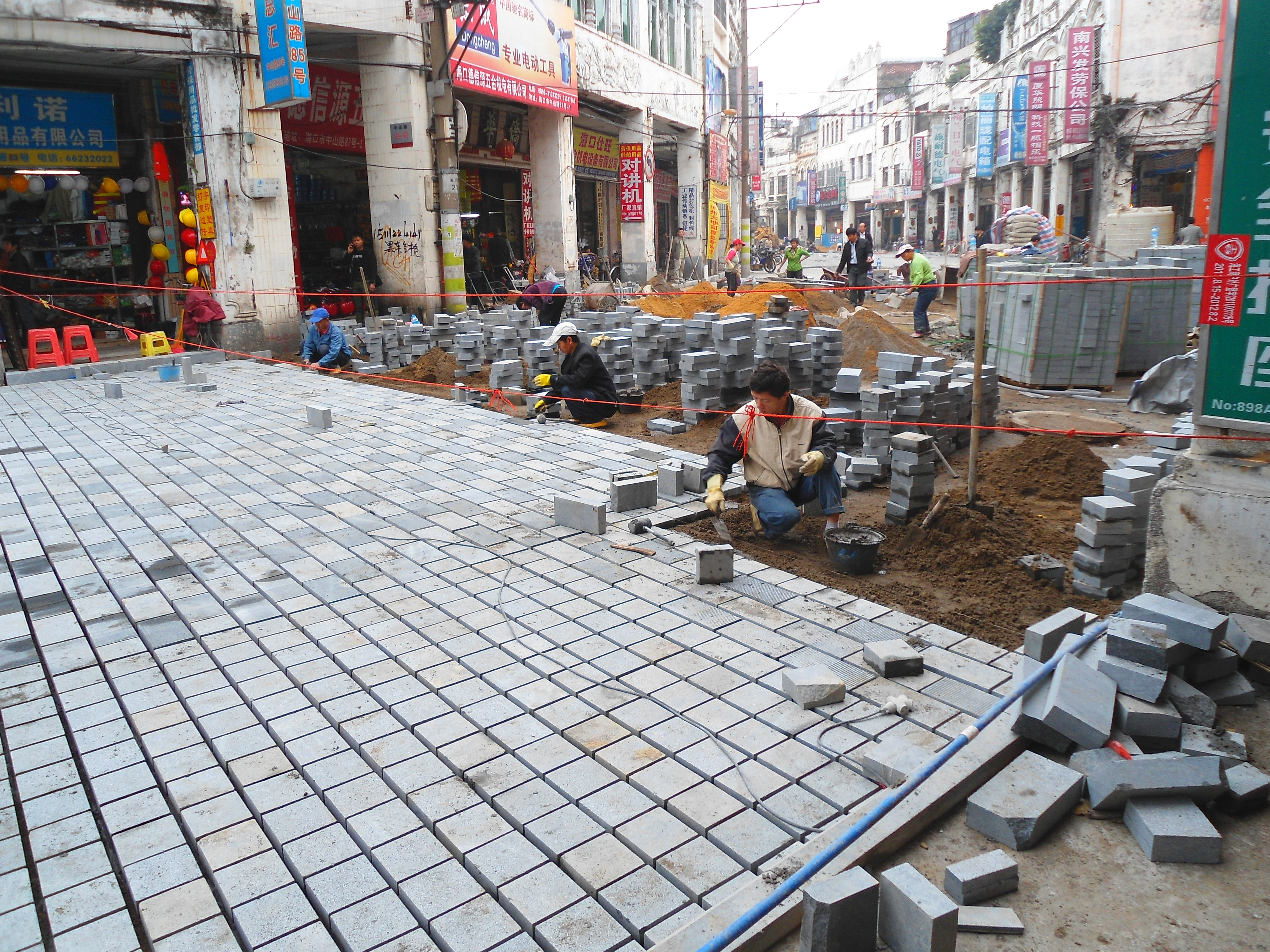
中國大陸海南省海口市的道路施工

道路施工是指部份道路或是整段道路，由於和道路有關的工程而無法使用，多半是因為路面施工、或是下水道或是地下管線的施工，不過也有可能是因為發生嚴重車禍，需要移除車輛殘骸。

## 標示

德國的道路施工指示牌

德國的道路施工標誌，和其他歐洲國家類似

道路施工一般是有對應標示，不過可能因為標示出現的位置太早或是太晚，因此沒讓駕駛人注意到。
常見的道路施工標示是暫時性的標誌、交通錐、障板及T型標示牌，也有用其他的警告標示。
有些國家的車道必需針對道路施工進行調整，新的車道（臨時車道）會用不同的顏色表示，比原先的車道優先。在德國、波蘭及其他歐洲國家，施工車道線是黃色的，在瑞士及愛爾蘭，施工車道線是橘色。

## 影響
道路施工的影響主要是在交通、及施工過程產生的噪音。
若是要減少施工對交通的影響，道路施工會在夜間進行，不過夜間施工可能會有噪音影響民眾睡眠的問題。
台灣道路若因為下水道或是地下管線的施工，一般只會局部重鋪瀝青，在施工後常出現道路不正整，出現凸起或凹陷情形，因此台灣各級地方政府也有提出路平專案，希望藉由改善施工方式，避免偷工減料等方式改善此問題。

## 彙整資訊
很少城市會提供目前道路施工及未來道路施工的列表資訊，英國的Roadworks.org （页面存档备份，存于） 是ELGIN提出的計劃，希望可以整理全國及動態的道路施工情形，可以成為調度及報告的資訊。此計劃的消息來源包括英国地方政府及像英國高速公路局之類的監理機構提供的資訊。

## 外部連結
- Umfassende Informationsseite zur Absicherung von Arbeitsstellen （页面存档备份，存于）
- Handbuch der ASFiNAG - Baustellenverkehrsführung und -verkehrssicherheit[] (PDF-data; 3,18 MB)
- Baustellensignalisation auf Haupt- und Nebenstrassen[] (PDF-data, 3,52 MB)
- Verkehrssicherung an Baustellen (PDF-data; 729 KB)